# Спарта
Спа́рта (др.-греч. Σπάρτη, лат. Sparta; официально Лакедемо́н, др.-греч. Λακεδαίμων, лат. Lacedaemon) — древнегреческое государство, располагавшееся на юге полуострова Пелопоннес — в области Лакония, в долине Эврота.

## Этимология
Согласно легенде, приведённой Павсанием, полис получил название в честь легендарной Спарты (др.-греч. Σπάρτα) — дочери речного божества Еврота, ставшей супругой сына Зевса Лакедемона.

## Государственное устройство
Древняя Спарта — образец аристократического государства, в котором в целях подавления недовольства огромной массы подневольного населения (илотов) сдерживалось развитие частной собственности и успешно сохранялось равенство среди самих спартанцев. Организация политической власти у спартанцев была типичной для периода распада племенного строя: два родоплеменных вождя (возможно, как результат объединения ахейских и дорийских племён), совет старейшин, народное собрание. В VI веке до н. э. сложился так называемый «ликургов строй» (установление илотии, укрепление влияния общины Спарты путём уравнивания их в экономическом отношении и политических правах и превращения этой общины в военный лагерь). Во главе государства стояли два архагета, которые выбирались каждый год путём гадания по звёздам. Им подчинялось войско, и они имели право на большую часть военной добычи, обладали правом жизни и смерти в походах. Политический режим в Спарте назывался олигархией (от олигой — немногие), так как политическая власть принадлежала незначительному меньшинству.
Государственные институты:
- Апелла — народное собрание (все полноправные спартиаты мужского пола, достигшие 30-летнего возраста).
- Цари Спарты — Спартой правили всегда два царя из двух династий: Агиадов и Эврипонтидов. Обе династии пошли от царя Аристодема. В случае войны один из царей шёл в поход, а другой оставался в Спарте.
- Эфоры — выборные должности, в руках которых сосредоточивалась судебная власть (всего было 5 эфоров, два из которых в случае войны сопровождали царя в походе).
- Герусия — высший правительственный орган в Спарте, совет старейшин. Герусия состояла из 30 человек (28 геронтов в возрасте старше 60 лет, избиравшихся пожизненно, и 2 царя).
- Наварх — одна из высших военных должностей Спарты. Наварх командовал спартанским флотом и имел очень широкие полномочия, иногда даже выходившие за пределы чисто военных (Аристотель называл власть наварха «чуть ли не второй царской властью»[3]). Навархом был, например, один из наиболее известных спартанских полководцев — Лисандр.
- Гиппагреты — трое 30-летних граждан, избираемые эфорами[4], и всадники-гиппеи — 300 граждан моложе 30 лет, назначаемые гиппагретами[5].

## История

### Доисторическая эпоха
На лаконские земли, где первоначально жили лелеги, прибыли ахейцы из царского рода, родственного Персеиде, место которых позднее заняли Пелопиды. После завоевания Пелопоннеса дорийцами Лакония, наименее плодородная и незначительная область, вследствие обмана, досталась несовершеннолетним сыновьям Аристодема Еврисфену и Проклу из рода Гераклидов. От них произошли династии Агиадов (от имени Агида, сына Еврисфена) и Еврипонтидов (от имени Еврипонта, внука Прокла). При этом, в гомеровскую эпоху из-за существования двух этих родов, нередко Спартой правили сразу два басилея.
Главным городом Лаконии вскоре стала Спарта, расположенная вблизи древних Амикл, которые, как и остальные ахейские города, потеряли свои политические права. Наряду с господствующими дорийцами-спартиатами, население страны состояло из ахейцев, среди которых выделяли периэков (др.-греч. περίοικοι) — лишённых политических прав, но лично свободных и имеющих право на владение собственностью, и илотов — лишённых своих земельных участков и обращённых в рабов. Долгое время Спарта ничем не выделялась среди дорических государств. Внешние войны она вела с соседними аргосскими и аркадскими городами. Подъём Спарты начался со времён Ликурга и Мессенских войн.
В Спарте времён Тёмных веков формально главой государства был басилей (часто двое), который одновременно состоял в герусии — совете старейшин-геронтов. Власть верховного лица была максимально ограничена, и только на войне он имел больше полномочий (как главнокомандующий). При этом, так как спартанское общество жило во многом по общинным порядкам, басилей вместе со старейшинами регулировал перераспределение земельных наделов между отдельными семьями. Народное собрание, апелла, хотя и существовало, не играло решающей роли в управлении государством, так как обладало лишь законосовещательной функцией.
В целом, в гомеровскую эпоху спартанское политическое устройство было в гораздо большей мере связано с военными порядками, а потому, вместе с дисциплинированностью, в нём гораздо глубже укоренились архаические, общинные порядки.
На начальном этапе государственного строительства у Спарты было несколько серьёзных внешнеполитических противников. В первую очередь, речь идёт о Мессении. Она отличалась большей политической целостностью, хотя её территорию также сильно затронуло переселение дорийцев. Другой, гораздо более сильной угрозой, был Аргос, который мало пострадал от вторжений.

### Архаическая эпоха
С победой в Мессенских войнах (743—723 и 685—668 годы до н. э.) Спарте удалось окончательно покорить Мессению, после чего древние мессенцы были лишены своих земельных владений и обращены в илотов. О том, что внутри страны в это время не было покоя, свидетельствует насильственная смерть царя Полидора, расширение полномочий эфоров, что повлекло ограничение царской власти, и высылка парфений, которые под начальством Фаланфа основали в 707 году до н. э. Тарент. Однако, когда Спарта после тяжелых войн победила аркадян, особенно, когда вскоре после 660 год до н. э. заставила Тегею признать свою гегемонию, и по договору, который хранился на поставленной вблизи Алфеи колонне, вынудила заключить военный союз, с тех пор Спарта считалась в глазах народов первым государством Греции. Спартанцы импонировали своим почитателям тем, что пытались свергнуть тиранов, которые с VII века до н. э. появлялись почти во всех греческих государствах. Спартанцы способствовали изгнанию Кипселидов из Коринфа и Писистратов из Афин, освободили Сикион, Фокиду и несколько островов Эгейского моря. Тем самым спартанцы приобрели себе в разных государствах благодарных и знатных сторонников.
Дольше всего соперничал со Спартой за первенство Аргос. Однако, когда спартанцы в 550 году до н. э. завоевали пограничную область Кинурии с городом Фиреей, царь Клеомен около 520 год до н. э. нанес аргивянам решительное поражение при Тиринфе, и с тех пор Аргос держался вдали от всех областей, которыми руководила Спарта.

### Классическая эпоха
Прежде всего спартанцы заключили союз с Элидой и Тегеей, а затем привлекли на свою сторону полисы остального Пелопоннеса. В образовавшемся Пелопоннесском союзе гегемония принадлежала Спарте, которая осуществляла руководство на войне, а также являлась центром собраний и совещаний Союза. При этом она не посягала на независимость отдельных государств, которые сохраняли свою автономию. Также союзные государства не платили Спарте взносы (др.-греч. φόρος), не существовало и постоянного союзного совета, но он при необходимости созывался в Спарте (др.-греч. παρακαλειν). Спарта не пыталась распространить свою власть на весь Пелопоннес, но общая опасность во время Греко-персидских войн подтолкнула все государства, кроме Аргоса, перейти под начальство Спарты.
С устранением непосредственной опасности спартанцы поняли, что им не под силу продолжать войну с персами далеко от своих границ, и, когда Павсаний и Леотихид опозорили спартанское имя, спартанцы вынуждены были допустить, чтобы Афины взяли на себя дальнейшее руководство на войне, а сами ограничились Пелопоннесом. Со временем начало проявляться соперничество между Спартой и Афинами, вылившееся в Первую Пелопоннесскую войну, завершившееся Тридцатилетним миром.
Рост могущества Афин и их экспансия на запад в 431 году до н. э. привели к Пелопоннесской войне. Она сломила могущество Афин и привела к установлению гегемонии Спарты. Одновременно начали нарушаться устои Спарты — законодательство Ликурга.
Из стремления неграждан к полноправию в 397 году до н. э. произошло восстание Кинадона, не увенчавшееся успехом. Устоявшуюся в Греции власть Агесилай пытался распространить и на Малой Азии и успешно воевал против персов, пока персы не спровоцировали Коринфскую войну в 395 году до н. э. После нескольких неудач, особенно после поражения в морском сражении при Книде (394 год до н. э), Спарта, желая воспользоваться успехами оружия своих противников, уступила по Анталкидову миру царю Малую Азию, признала его посредником и судьёй в греческих делах и, таким образом, под предлогом свободы всех государств, обеспечила за собой первенство в союзе с Персией. Только Фивы не подчинились этим условиям и лишили Спарту преимуществ позорного мира. Афины с победой при Наксосе в 376 году до н. э. заключили новый союз (см. Второй афинский морской союз), и Спарта в 372 году до н. э. формально уступила гегемонии. Ещё большее несчастье постигло Спарту в дальнейшей беотийской войне. Эпаминонд нанес окончательный удар городу восстановлением Мессении в 369 году до н. э. и образованием Мегалополя, поэтому в 365 году до н. э. спартанцы были вынуждены позволить своим союзникам заключить мир.

### Эллинистическая и римская эпоха
С этого времени Спарта быстро начала приходить в упадок, а вследствие обеднения и обременения долгами граждан законы обратились в пустую форму. Союз с фокеянами, которым спартанцы послали помощь, но не предоставили действительной поддержки, вооружил против них Филиппа Македонского, который в 334 году до н. э. появился в Пелопоннесе и утвердил независимость Мессении, Аргоса и Аркадии, однако, с другой стороны, не обратил внимания на то, что не были отправлены послы в Коринфские сборы. В отсутствие Александра Македонского царь Агис III с помощью денег, полученных от Дария, пытался сбросить македонское иго, но потерпел поражение от Антипатра при Мегалополисе и был убит в бою. То, что мало-помалу исчез также и знаменитый спартанский воинственный дух, показывает наличие укреплений города при приступах Деметрия Полиоркета (296 до н. э) и Пирра Эпирского (272 до н. э).
Попытка Агиса IV в 242 год до н. э. выработать с уничтожением долговых книг новый раздел поземельной собственности и увеличить число граждан, которое снизилось до 700, оказалась неудачной из-за корысти богатых. Осуществить это преобразование удалось в 226 до н. э. Клеомену III только после насильственного уничтожения эфората. Для Спарты в это время наступила новая эра процветания, — Клеомен был близок к тому, чтобы установить свою власть над Пелопоннесом, но союз ахейцев с Македонией привел Антигона Досона в Пелопоннес. Поражение при Селласии в 222 год до н. э. и затем смерть Клеомена в Египте положили конец государству Гераклидов. Антигон, правда, великодушно оставил спартанцам их независимость. После царствования незначительных правителей (Ликург, Хилон) восстали тираны, которые пользовались дурной славой, Маханид (211—207 годы до н. э) и Набис (206—192 годы до н. э).
Оба должны были уступить Филопемену, который в 192 год до н. э. включил Спарту в Ахейский союз, но в 189 год до н. э. строго наказал восставших спартанцев. Между тем 195 год до н. э. началась лаконская война. Жалобы угнетённых были услышаны римлянами, которые долгое время поддерживали взаимные распри, пока не признали своевременным покорить Грецию в 146 год до н. э. По Павсанию в римский период 18 городов Лаконии принадлежали к Элевтеролаконам, которых император Август освободил от владычества Спарты.

#### Причины упадка Спарты
Учёные выделяют ряд причин, по которым некогда самая могущественная в Греции Спарта утратила свою гегемонию в IV в. до н. э. В первую очередь, это было связано с самим образом жизни полиса. Так как его главным «промыслом» было военное дело, государству приходилось постоянно участвовать в подготовке к войне или непосредственно в военных действиях, что истощало его ресурсы, в том числе и человеческие. При этом, всё производство полиса было нацелено именно на войну и внутреннее потребление. Вследствие ликвидации драгоценных монет, долгое время жители Спарты не были заинтересованы в развитии производства, так как не участвовали в торговле. Важным фактором, обусловившим в итоге пагубное влияние на полис его же порядков, была и изоляция от внешнего мира, которой старались достичь последователи Ликурга. Это привело к сохранению древних устоев, что сдерживало развитие полиса, отсталости невоенного сектора производства, а также неготовности спартанцев к контакту с внешним миром.
Совокупность приведённых факторов привела к тому, что достижение полной гегемонии на территории Эллады в результате победы в Пелопоннесской войне стало для Спарты поворотным моментом, после которого началось постепенное разложение полиса. Во-первых, в ходе многочисленных походов спартанцы увидели жизнь других полисов, в которых граждане находились в гораздо менее суровых условиях. Во-вторых, успешные походы неизбежно влекли за собой накопление богатства внутри Спарты. В силу её особенностей, это также стало губительным фактором. Терпевшие лишения спартанцы теперь проявляли особое стремление к обогащению, процветала преступность и коррупция. Вследствие обогащения полиса в него вернулось и стремление к роскоши. Понимая, что они могут обеспечить себе лучшую жизнь, спартанцы уже не могли держать суровую дисциплину. А Спарта достигла могущества именно за счёт строгого военного распорядка жизни.
Кроме того, постоянные военные походы привели к масштабному сокращению числа полноценных граждан, которых в определённый момент не насчитывалось даже 1000 человек. Однако именно они были в Спарте полноправными землевладельцами. Это значит, что с таким сокращением их числа естественным образом сформировался некий слой олигархов, которые, при этом, были ненавидимы для всего остального, не полноправного спартанского общества. Для того, чтобы пополнить ряды гоплитов, приходилось производить в граждане илотов, которые теперь могли, например, организовать заговор против угнетавших их ранее граждан.
Таким образом, совокупность всех этих факторов привела к вырождению в Спарте как народа, так и правящего класса, а сам государственный строй стал полноценной олигархией, которая не могла эффективно поддерживать господство полиса, основанное на военной мощи.

## Государственный строй Спарты

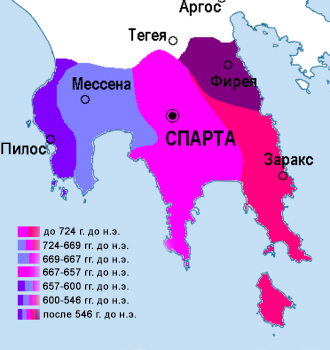
Карта формирования спартанского государства

Спартанский полис практически с самого начала своего возникновения пошёл по иному пути развития по сравнению с другими государствами Древней Эллады. Спарта занимала весь юг Пелопоннесского полуострова — Лаконику и Мессению. По характеру поселений она являлась сугубо аграрным государством. Городская жизнь была неразвита. Центр государства — поселение на берегу реки Эврот — представлял собой несколько рядом расположенных деревень. После Мессенских войн, происходивших в VIII—VII веках до н. э., и завоевания Мессении у спартанцев больше не было потребности в приобретении новых территорий. Имевшихся земель вполне хватало. Государство чаще сталкивалось с проблемой «олигантропии» (малолюдья), а не с недостатком земли. Кроме того, попыткам новых завоеваний препятствовала постоянная угроза восстания илотов — покорённых жителей Мессении, находящихся в Спарте на промежуточном положении между рабами и крепостными.
Целью дальнейших военных и дипломатических действий спартанцев стало не полное подчинение рядом лежащих полисов, а достижение первенства над ними. В VI веке до н. э. вокруг Спарты сформировалась довольно мощная симмахия — Пелопоннесский союз. Существовавшее положение вещей всех устраивало — Спарта была удовлетворена, что соседние города признают её гегемонию, а сами соседи чувствовали себя спокойнее, имея за собой поддержку профессионального войска спартиатов. В то же время на территории Пелопоннесского полуострова оставался город Аргос, с которым у Лакедемона постоянно возникали конфликты.
Одним из важных факторов внешней политики Спарты был религиозный центр древних эллинов Дельфийский оракул. Прорицания пифии воспринимались обычными спартанцами как непререкаемая истина. Это создавало возможность политикам путём воздействия на жрецов манипулировать общественным мнением.

### Сословия

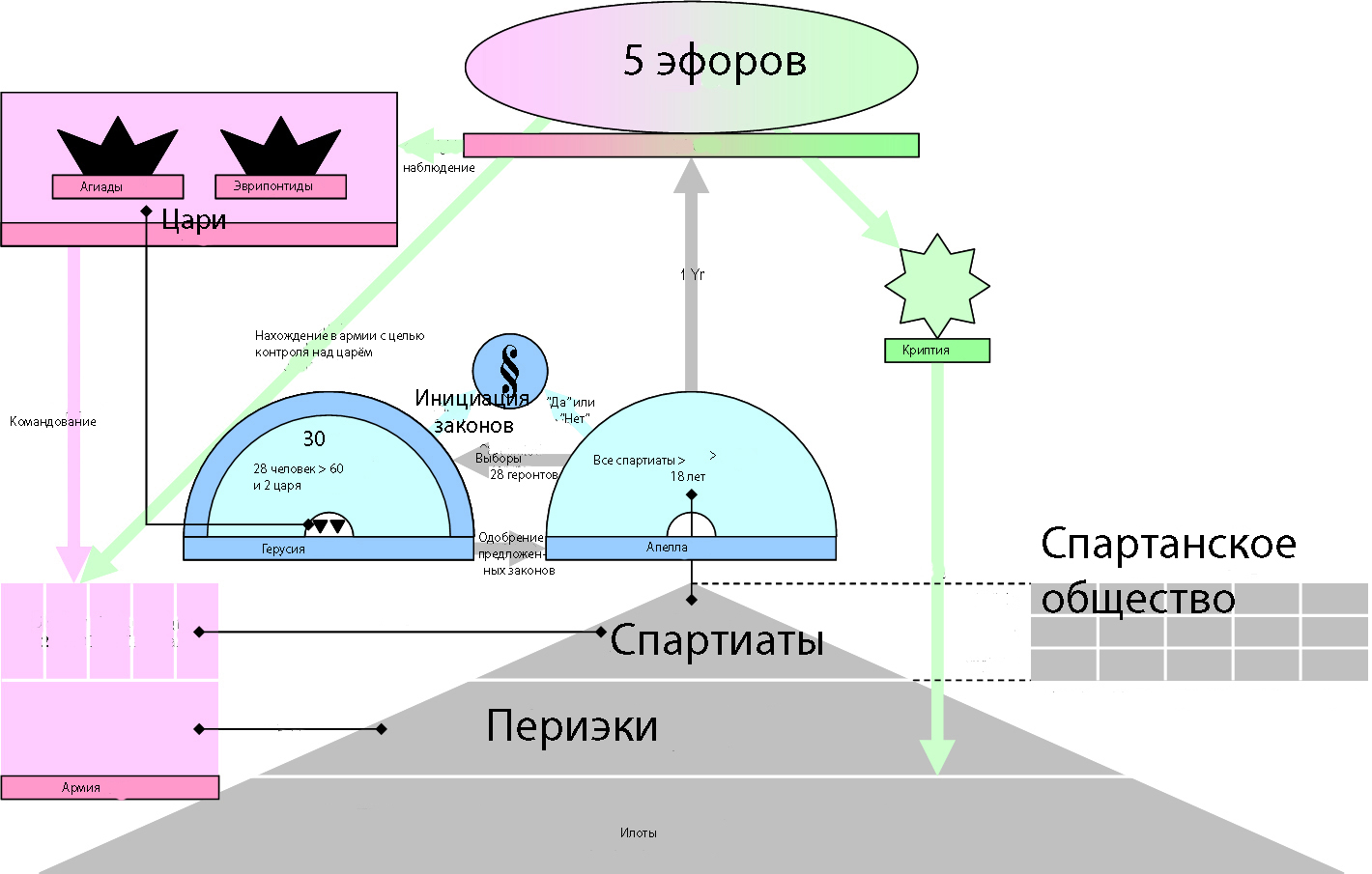
Схематическая структура общества Спарты

Население Спарты состояло из трёх сословий — спартиатов, периэков и илотов, которых современные антиковеды определяют как свободных полноправных, свободных неполноправных и несвободных жителей соответственно. Спартиаты занимали главенствующее положение. Их численность согласно законам Ликурга была определена в 9 тысяч, однако в реальности спартиатов было значительно меньше. Этому сословию было запрещено заниматься сельским хозяйством и ремеслом. Поэтому вся жизнь спартанского гражданина сводилась к военным упражнениям. Таким образом, в отличие от войск других греческих полисов, спартанская армия состояла из воинов-профессионалов. Между ними существовало формальное равенство. Проявления роскоши запрещались; одежда и вообще внешний вид регламентировались. Денежное обращение отсутствовало. Даже обедать жители должны были совместно на общих трапезах, так называемых сисситиях. Как рядовые граждане, так и представители политической элиты получали одинаковые порции пищи. Сама пища была весьма непритязательной. Их любимое блюдо «чёрную похлёбку» другие греки не могли есть без отвращения.
Воспитание спартанцев было весьма специфичным. Они жили в обстановке своеобразного «духовного космоса», для которого был характерен ряд черт — религиозность, ориентация на авторитет предков, своеобразный кодекс чести, делавший невозможными сдачу в плен, бегство с поля боя или окружение собственного города оборонительными стенами. Коллектив граждан был подобен военному лагерю даже в мирное время. Такое общественное устройство определялось тем, что только за счёт сплочённости и постоянного поддержания высокой боеспособности спартанцы могли сохранять главенствующее положение среди массы покорённых и враждебно настроенных илотов, которые многократно превосходили их числом.
Илоты занимали положение государственных рабов. Каждому спартиату полагалось определённое количество семей илотов, которые занимались обработкой его земли и содержали своим трудом хозяина. В то же время отдельно взятый спартиат не мог распоряжаться илотами по собственному усмотрению (продать, убить, освободить и т. п.), поскольку не являлся их собственником. Акции подобного рода могло осуществлять лишь государство. Периодически на илотов устраивали охоты, которые называлась криптиями. Плутарх описывает их так:
Время от времени власти отправляли бродить по окрестностям молодых людей, считавшихся наиболее сообразительными, снабдив их только короткими мечами и самым необходимым запасом продовольствия. Днём они отдыхали, прячась по укромным уголкам, а ночью, покинув свои убежища, умерщвляли всех илотов, каких захватывали на дорогах. Нередко они обходили и поля, убивая самых крепких и сильных илотов.
Естественно, что в таких условиях илоты ненавидели своих хозяев. Ксенофонт, долгое время живший среди спартанцев, отмечает, что «когда среди них [илотов] заходит разговор о спартиатах, то никто не может скрыть, что с удовольствием съел бы их живьём». При любом удобном случае рабы восставали. Постоянная угроза со стороны рядом находящихся илотов была одним из факторов консолидации спартанского общества.
В конце осени 481 года до н. э. в Коринфе состоялось общегреческое собрание. Перед лицом общей опасности нашествия персов на нём был заключён союз и прекращены междоусобные войны. Верховное командование объединёнными силами греков было возложено на спартанцев.

### Политическая система
Основой спартанской политической системы являлась большая ретра, авторство которой приписывается легендарному законодателю Ликургу. Власть апеллы (народного собрания) была ограниченной. В отличие от Афин, спартанское народное собрание не обладало правом законодательной инициативы. Собиралось оно нерегулярно и только утверждало предложенные герусией законы путём простого голосования. Какие-либо дебаты в ней не допускались. В полномочия апеллы также входил выбор членов герусии, которая состояла из 30 человек. В этот законодательный и судебный орган входили 2 царя и 28 избранных геронтов. Геронтом мог стать любой спартиат, достигший 60-летнего возраста.
В Древней Спарте одновременно правили два царя — один из рода Агиадов, а другой — Эврипонтидов. Они считались прямыми потомками Геракла и, соответственно, самыми знатными аристократами во всей Элладе. Власть царей была сильно ограниченной и ни в малейшей степени не соответствовала власти абсолютного монарха. Так, данные номинальные верховные правители не могли самолично принимать законы, обладая лишь одним голосом в составе законодательного органа герусии. Цари могли быть наказаны, отстранены от должности, подвергнуты изгнанию и даже казнены.
Реальную власть царь получал только вне Спарты, являясь предводителем войска, выступившего в поход. Но даже во главе армии его власть могла ограничиваться специальными приказами — скиталами, отосланными герусией или эфорами. Также в составе армии должно было находиться два эфора. Хотя военное командование оставалось в руках царя, но если он не слушал в походе эфоров и вследствие этого терпел неудачу, то по возвращении из похода он привлекался к суду.
Наивысшей властью обладала коллегия из 5 эфоров. Они избирались ежегодно на народном собрании. Именно они обладали правом смещать царя, созывать апеллу и герусию, объявлять набор войска, руководить судопроизводством и управлять практически всеми областями жизни государства.

## Хроника

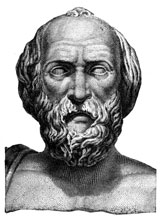
Ликург Спартанский — великий законодатель

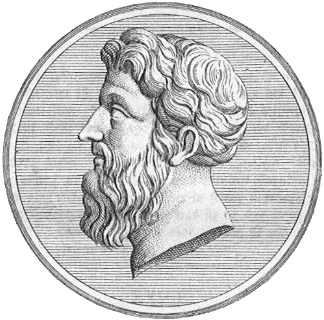
Хилон — законодатель, один из Семи мудрецов

- XI век до н. э. — возникновение города-государства Спарта.
- X век до н. э. — территория Лаконии была завоевана дорийцами, которые часть прежних жителей-ахейцев превратили в периэков (политически бесправных, но граждански свободных), часть в илотов (государственных рабов); сами дорийцы составили господствующее сословие спартиатов.
- IX век до н. э. — законодательство Ликурга делает из Спарты сильное военное государство, приобретшее гегемонию над Пелопоннесом и даже преобладание во всей Древней Греции, вплоть до периода греко-персидских войн.
- 743 — 724 годы до н. э. — Первая Мессенская война. Спарта захватывает часть Мессении.
- 685 — 668 годы до н. э. — Вторая Мессенская война. Спарта захватывает всю Мессению.
- 545 год до н. э. — Битва при Фирее.
- 499 — 449 до н. э. — Греко-персидские войны.
  - 480 год до н. э. — Фермопильское сражение. Подвиг трёхсот спартанцев.
  - 479 год до н. э. — Битва при Платеях. Окончательная победа спартанцев и их союзников.
- 479 — 464 — война с Тегеатидой, закончившаяся победой Спарты.
- 464 — 455 годы до н. э. — Третья Мессенская война (восстание илотов Мессении).
- 460 — 445 годы до н. э. — Малая Пелопоннесская война. Раздел сфер влияния между Афинами и Спартой. Мирный договор на 25 лет.
  - 457 год до н. э. — Битва при Танагре. Победа спартанцев и их союзников.
- 431 — 404 годы до н. э. — Пелопоннесская война. В соперничестве с афинянами спартанцы побеждают их и становятся доминирующим государством в Греции.
  - 427 год до н. э. — Взятие спартанцами Платей и уничтожение большей части населения.
  - 425 год до н. э. — Поражение спартанцев под Пилосом.
  - 422 год до н. э. — Битва при Амфиполе. Победа спартанцев и их союзников.
  - 418 год до н. э. — Битва при Мантинее. Победа спартанцев.
- 395 — 387 годы до н. э. — Коринфская война. Победа Спарты и Персии.
- 378 — 362 годы до н. э. — Беотийская война между Беотийским союзом во главе с Фивами и Пелопоннесским союзом во главе со Спартой. В этой войне никто не победил, но обе стороны были существенно ослаблены.
  - 371 год до н. э. — Битва при Левктрах. Спарта теряет своё преобладание в войне с Фивами.
  - 362 год до н. э. — Битва при Мантинее. Битва закончилась победой спартанцев.
- 331 год до н. э. — Война Спарты и Македонии.
  - 331 год до н. э. — Битва при Мегалополе. Поражение Спарты и её союзников.
- 279 год до н. э. — Вторжение галатов в Грецию. Второе Фермопильское сражение с участием спартанцев.
- 245 — 241 годы до н. э. — попытка реформ Агиса, закончившаяся неудачей.
- 235 — 221 годы до н. э. — попытка реформ Клеомена, которые были весьма успешными, но были отменены македонским царём Антигоном III, после военного поражения Спарты в битве при Селласии.
- 229 — 222 годы до н. э. — Клеоменова война. Война Спарты против Ахейского союза и Македонии за гегемонию на Пелопоннесе.
  - 222 год до н. э. — Спарта в битве при Селласии терпит тяжёлое поражение. Спарту силой включают в Эллинский союз.
- 220 — 217 годы до н. э. — Союзническая война, в которой Спарта выступила как союзник Этолийского союза против Эллинского союза.
- 215 — 205 годы до н. э. — Первая Македонская война.
  - 207 год до н. э. — Битва при Мантинее. Битва закончилась поражением спартанцев и гибелью их царя Маханида.
- 204 год до н. э. — спартанцы неудачно пытаются захватить Мегалополь.
- 201 год до н. э. — спартанцы вторгаются в Мессению, но терпят поражение у Тегеи.
- 195 год до н. э. — Лаконская война, поражение Спарты и присоединение её к Ахейскому союзу.
- 147 год до н. э. — Спарта выходит из Ахейского союза и получает поддержку Рима. Начинается Ахейская война.
- 146 год до н. э. — вся Греция попадает под власть Рима и становится римской провинцией Ахея. Спарта и Афины при этом получили права самоуправления в пределах своей территории в знак памяти об их былой славе.

## Сословия
Аристократия:
- Гомеи (буквально «равные») — полноправные граждане, именно они чаще всего именуются спартанцами и спартиатами
  - Парфении[32] (буквально «девой рождённые») — потомки детей незамужних спартанок. Согласно Аристотелю, они являлись гражданами второго сорта, но входили в число гомеев, то есть аристократов. Сословие появилось во время 20-летней Первой Мессенской войны, затем было выселено в Тарент

Народ:
- Гипомейоны (буквально «опустившиеся») — обедневшие или физически неполноценные граждане, лишённые за это части гражданских прав
- Мофаки (буквально «выскочки») — дети не-гомеев, получившие полное спартанское воспитание и потому имеющие некоторый шанс на получение полного гражданства
- Неодамоды (буквально «новые граждане») — бывшие илоты (из числа лаконских), получившие неполное гражданство за свою военную службу в тяжелый для Спарты период Пелопоннесской войны[33]
- Периэки — свободные не-граждане (примерный аналог афинских метеков)

Зависимые земледельцы:
- Лаконские илоты (жившие в Лаконии) — государственные рабы, именно они иногда получали свободу (а со времён Пелопоннесской войны также и неполное гражданство: см. выше неодамоды)
- Мессенские илоты (жившие в Мессении) — государственные рабы, в отличие от прочих рабов имевшие свою общину, что позднее после обретения независимости Мессении послужило основанием для признания их свободными эллинами.
- Эпейнакты — илоты, получившие свободу за брак с вдовами спартанцев
- Эриктеры и деспоионавты — илоты, допущенные к оказанию услуг своим господам в армии и на флоте
- Афеты и адеспоты — отпущенные на волю илоты.

## Армия Спарты

Спартанцы-гоплиты.

Впервые спартанская армия (войско) упоминается в Илиаде. В трактате «Государственное устройство лакедемонян» Ксенофонт подробно рассказывает о том, как была организована спартанская армия в его время.
Вооружение спартанца составляли копьё, короткий меч, круглый щит, шлем, панцирь и поножи. Общий вес вооружения достигал 30 кг. Тяжеловооружённый пехотинец назывался гоплитом. В состав спартанского войска включались и бойцы вспомогательных частей — они формировались из числа илотов и пэриеков, которые были либо рабами спартанских граждан (илоты), либо они были свободны и проживали на территории Спарты, но не имели статуса полноценного гражданина Спарты (пэриеки), чьё вооружение составляло лёгкое копьё, дротик или лук со стрелами. Основу спартанской армии составляли гоплиты, имевшие численность порядка 5-6 тысяч человек.
Что касается конницы, то так называемые «всадники» хоть и состояли из граждан, способных позволить себе покупку и содержание лошади, тем не менее сражались исключительно в пешем строю в составе фаланги, составляя отряд царской гвардии численностью в 300 человек.
В отличие от других греческих государств, спартанцы не имели военных формирований, составленных из любовных пар (как фиванский «Священный отряд»).

## Экономика и промыслы Спарты
Спартиаты в ведении своего хозяйства стремились добиться экономической автономии, а потому здесь в период архаики развивалось множество промыслов.

### Земледелие
Поскольку спартанский народ не был заинтересован в постоянных перемещениях, он занимался пашенным земледелием. Этому способствовало и достаточное плодородие местных почв. Основными злаковыми культурами были ячмень, продукты из которого вообще составляли основу спартанского рациона, также, несколько позднее, распространилась полба. Важное место также занимало выращивание льна, который служил не только для употребления в пищу, но и для изготовления одежды. На территории Лакедемона также выращивались виноградники. В дальнейшем именно земледелие пашенного типа стало главенствовать в хозяйстве спартиатов, что способствовало замкнутости экономики, производство в которой было в первую очередь нацелено на внутренний рынок.

### Животноводство
Лакедемоняне часто употребляли в пищу свинину и сыр из козьего молока. Именно эти животные активно разводились на территории Спарты и использовались в производстве продуктов питания. Кроме того, их использовали и в ходе религиозных служений для жертвоприношений. Разводили и других животных — лошади и собаки участвовали в охоте, а для вспахивания полей традиционно использовали быков и мулов.

### Непищевое производство
Занятия спартанских ремесленников были тесно связаны с особенностями устройства и основных занятий полиса в целом. Так как постепенно главным становилось военное дело, это обусловило развитие определённых отраслей ремесла. Например, даже производство пурпурной краски главным образом было обусловлено тем, что таким цветом окрашивалась военная форма лакедемонян. В целом, лаконские товары славились своим качеством. Несмотря на низкую художественную ценность, они идеально выполняли свои утилитарные функции. То же самое можно сказать и, например, о лаконской стали. Кроме того, было значительно развито судостроение.

### Торговля
Великий спартанский законодатель Ликург, желая побороть у спартанцев стремление к наживе и уравнять их имущественно, вывел из оборота золото и серебро, заменив монеты из драгоценных металлов железными. Это значительно обесценило деньги, а потому, чтобы приобрести внушительную сумму путём, например, кражи, нужно было украсть слишком много, что делало такой путь обогащения затруднительным. То же относилось и к коррупции. Введение железных денег изолировало экономику Спарты от других полисов, где обращались драгоценные металлы, что сделало торговлю с ними затруднительной, а потому лакедемоняне не могли отныне приобрести предметы роскоши не только внутри своего полиса, но и вне его. На первых порах такие меры действительно привели к исчезновению в Спарте слоя слишком зажиточных граждан, уравняли их в имущественном отношении.

## Общество Спарты

### Воспитание

#### Рождение

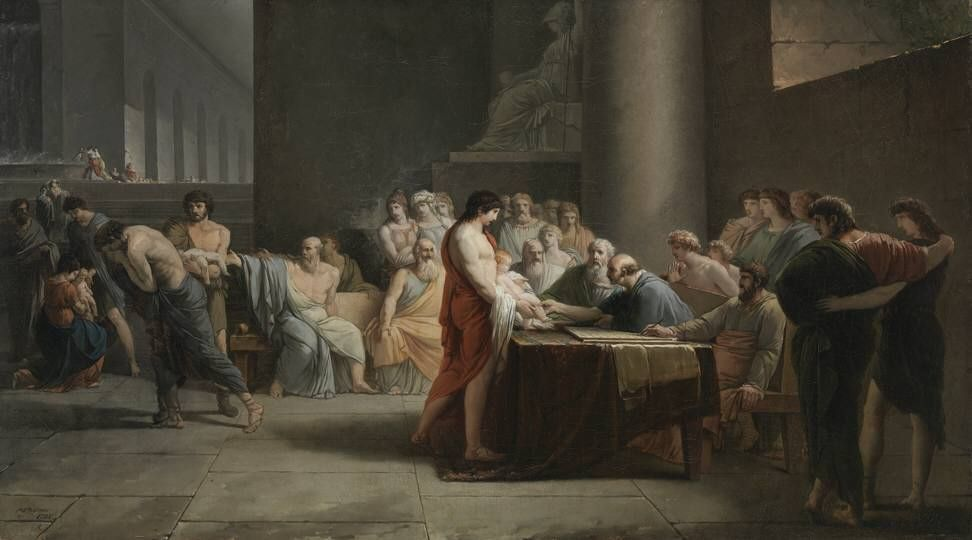
Жан-Пьер Сен-Урс. «Отбор детей в Спарте». 1785 год

Согласно легенде, ущербных и физически обречённых младенцев сбрасывали в ущелье с горы Тайгет (своего рода примитивная форма евгеники). О существовании данной практики известно со слов Плутарха, жившего на полтысячи лет позже описываемых событий, а также его пересказчиков. Археологических доказательств такой практики не обнаружено: в пропасти, куда якобы сбрасывали спартанских детей, были найдены только взрослые останки. Имеются также свидетельства о заботе древних греков о людях, родившихся с физическими дефектами. С другой стороны, убийство детей (не обязательно путём сбрасывания со скалы) имело место по всей Греции, включая Афины.

#### Воспитание
Воспитание молодого поколения считалось в классической Спарте (до IV в. до н. э.) делом государственной важности. Во многом спартанское воспитание строилось на провозглашённых Ликургом правилах общественной жизни.
Система воспитания была подчинена задаче физического развития граждан-воинов. Среди моральных качеств упор делался на решительность, стойкость и преданность. До 7 лет дети воспитывались т. н. кормилицами. Чтобы все были воспитаны одинаково дисциплинированными, спартанское государство не позволяло родителям воспитывать детей на своё усмотрение. С ранних лет они росли вместе, их приучали к стойкости, кормили одинаковой простой пищей, а главной целью воспитания на этом этапе было обеспечить наилучшее развитие организма ребёнка.
С 7 до 20 лет сыновья вольных граждан жили в интернатах военного типа. Помимо физических упражнений и закаливания, практиковались военные игры, занятия музыкой и пением. Вырабатывались навыки чёткой и краткой речи («лаконичной» — от Лакония). Все дети в Спарте считались собственностью государства. Суровое воспитание, ориентированное на выносливость, и сейчас называют спартанским. В воспитании мальчиков, а затем уже юношей, не последнюю роль играли старейшие и мудрейшие члены спартанского общества. Когда мальчики были совсем маленькими, эти люди выступали не только в качестве наставников, но и наблюдателей. При этом, они могли спровоцировать между воспитанниками драку, чтобы таким образом выявить наиболее сильных и ловких детей. В дальнейшем они посещали и учебные заведения, контролируя юношей и передавая им свою житейскую мудрость.
Кроме того, тренировки в Спарте выполняли и женщины. Ликург, установивший такой порядок, считал подобную практику благом для государства. Во-первых, благодаря тренировкам женщины, по его мнению, рожали наиболее здоровых воинов. Во-вторых, суровый образ жизни приучал их к дисциплине, принуждал отказаться от привычной им «распущенности». Женщины тренировались нагими наравне с мужчинами, и это не носило под собой никакого дурного подтекста, а воспринималось в Лакедемоне как обычное дело.

### Быт спартанцев
Ликург, установивший и основные правила быта, стремился в первую очередь побороть в гражданах стремление к роскоши. Во-первых, он осуществил передел собственности: она была изъята у всех спартанцев и поделена заново, уже поровну. Во-вторых, он боролся с излишествами в домостроении и установил жёсткие правила постройки домов, полагая, что простое, но удобное жилище не захочется перегружать предметами роскоши. Той же цели, по всей видимости, служили и учреждённые им общественные трапезы. Так как в ходе них все были на виду у друг друга и ели одну и ту же пищу, выделиться становилось невозможно.
Весьма оригинальным образом Ликург устроил процедуру заключения брака и последующий порядок семейной жизни, который также должен был воспитывать дисциплину и воздержанность. Молодые муж и жена не жили вместе и сходились только по ночам и при условии, что их никто не заметит. Большую часть времени они продолжали жить раздельно — мужчина с товарищами, аналогично и женщина. По мнению законодателя, это позволяло, с одной стороны, учиться быть воздержными, а с другой — способствовало сохранению чувств.
Кроме того, так как приоритетом лакедемонского государства было взращивание наиболее пригодных для военного дела юношей, для мужа, который не отличался крепким здоровьем или был уже пожилым, было абсолютно нормальным уступить свою супругу другому, более молодому и физически сильному спартиату, чтобы и он мог оставить сильное и выносливое потомство. Таким образом, отношение к браку в Спарте было утилитарным.
Жизнь полноценных граждан Спарты и сословия периэков существенно различалась. Именно последние занимались ремеслом и торговлей, тогда как первым это делать запрещалось. Спартанцы в свободное от войны время должны были помогать старшим в воспитании молодёжи, посещая учебные заведения, вести беседы о доблести и добродетелях, дабы не быть обременёнными страстью к наживе. Как пишет Плутарх, до 30 лет им и вовсе нельзя было появляться на рыночной площади. Кроме того, до 30 лет они продолжали жить отрядами, ведя совместный быт со своими товарищами.
Для спартанцев как для, в первую очередь, военных, важнейшей ценностью были почести. Победителям и отличившимся в ходе военных действий полагалось оказывать различные знаки почёта, и это заменяло им материальное вознаграждение, так как добыча с войны была полностью под контролем государства и распределялась им. Проявивших трусость ждали различного рода лишения и ограничения.
Похороны в Спарте также не сопровождались пышными церемониями, отвечали идеалу сдержанности. Желая побороть в спартанцах страх смерти, Ликург установил порядок, согласно которому людей хоронили непосредственно в городе, у храмов, чтобы кладбища не становились заповедной пугающей территорией, с которой были бы связаны какие-то суеверия. Покойного хоронили скромно, в могилу не клали ничего, кроме веточки оливы, которая обвивала плащ пурпурного цвета, в который оборачивали тело. Траур длился всего 11 дней.

## Искусство Спарты
Расцвет спартанского искусства пришёлся на период греческой архаики. Археологические раскопки, проведённые на территории Спарты в районе святилища Артемиды Орфии, позволили исследователям обнаружить разнообразные артефакты, свидетельствовавшие о том, что архаическая Спарта в отношении искусства ничуть не отставала от других полисов: были найдены и расписные вазы, как геометрического, так и чернофигурного стиля, разнообразные ювелирные изделия, статуэтки, использовавшиеся, по-видимому, в культовых обрядах. Подтверждением того, что в архаический период Спарта развивалась подобно остальным полисам, служит и то, что в этом же святилище были найдены вазы ориентализирующего стиля, в росписях которых заметно восточное влияние. Это означает, что архаическая Спарта не была изолирована и была так же вовлечена в международную торговлю.
Лишь затем, уже в период перехода ранней классики, наблюдалась постепенная деградация искусства, в особенности после установления строя Ликурга, так как материальное производство всё больше подчинялось военным и бытовым нуждам.

### Терракоты
В период расцвета одним из направлений в искусстве Спарты были т. н. терракоты — различные статуэтки из одноимённого вида глины. Лаконские терракотовые фигурки отличались совершенством техники исполнения, обработки материала, однако сами изображаемые люди отличались непропорциональностью черт лица, их грубостью, общей непривлекательностью. Исследователи также отмечают, что в исполнении терракотовых статуэток в Спарте заметно стремление подражать коринфским мастерам.

### Свинцовые изделия
Исследователи также располагают большим количеством фигурок и различных предметов, относящихся к VII—VI вв. до н. э., сделанных из свинца и предназначавшихся для религиозных обрядов. Такой вид изделий был популярным именно в Спарте и, судя по всему, свинцовые вотивные предметы были призваны заменить аналогичные из более дорогих металлов. Среди них встречаются кольца, серьги, печати, а также небольшие решётки неизвестного назначения. Кроме того, было найдено и большое количество отлитых из свинца фигурок, изображавших различных божеств, но в основном богиню Артемиду Орфию, так как именно ей было посвящено святилище, в котором они и были найдены. Фигурки отличаются примитивностью изображения, волосы и одежда выполнены весьма условно, а голова обычно непропорциональна с явно преувеличенными чертами лица. Они крайне схожи между собой в основных мотивах, а потому исследователи полагают, что в изготовлении этих статуэток существовал некий канон.
Помимо божеств, данные фигурки изображали и людей. Было найдено довольно большое количество свинцовых воинов — гоплитов, лучников, а также музыкантов и танцоров. Гоплиты обычно изображались заслонёнными щитом, стоящими в профиль, а лучники, также изображённые боком, присевшими на одно колено и натянувшими тетиву. При этом, фигуры людей были схематичными, примитивными. Также встречаются и свинцовые фигурки различных реальных и мифических животных.

### Фигурки из слоновой кости
Широкое распространение в Спарте получили также изделия из слоновой кости. Исследователи полагают, что подобный вид декоративно-прикладных изделий пришёл в Лакедемон из Сирии. Данные фигурки представляют особый интерес учёных, которые выделяют несколько их стилей в хронологической последовательности. Основными группами, на которые можно разделить эти фигурки, являются рельефные изображения и объёмные изделия. Первые по мастерству их исполнения заметно превосходили последние. В основном из слоновой, а иногда и из костей других животных, изготавливались фигурки различных животных, сидящих парами и поодиночке людей, божеств. Самыми ранними исследователи считают именно изображения животных, причём преимущественно домашних, а также львов. Кроме того, из этого материала изготавливались различные бытовые предметы. Это были и украшения, в первую очередь подвески, и гребешки для волос, и даже специальные приспособления для окрашивания бровей. Основная масса подобных изделий, найденных археологами, относится к VII—VI вв. до н. э., затем традиция резьбы по слоновой кости довольно скоро исчезла.

### Вазопись Спарты
Расцвет лаконской вазописи относится к VI веку до н. э., но уже со второй его половины началась её деградация. Исследователи, в попытках разделить спартанское искусство расписной керамики, опираются либо на сам стиль росписи, либо на её качество. Первые отмечают, что до какого-то момента в орнаментах преобладали геометрические мотивы, а затем появились растительные, вторые — что условно со второй половины VI в. наблюдается довольно стремительное ухудшение качества керамики.
В целом, лаконская вазопись безусловно испытывала влияние афинской и коринфской традиций росписи керамики, так как именно Афины и Коринф были, собственно, центрами античной вазописи в тот период. Однако работы спартанских мастеров имели и свои, характерные особенности. Ярким примером такого своеобразия является попытка в точности изобразить плоскостное изображение на выпуклой части вазы. Если в Аттике роспись адаптировалась под форму сосуда, то лаконские мастера стремились искусственно создать прямоугольные рамки для изображения. Кроме того, для лаконской вазописи был характерен т. н. «страх пустого пространства», свойственный ориентализирующему стилю, когда мастер стремится расписать всю поверхность сосуда.
В период расцвета спартанской вазописи здесь развивался чернофигурный стиль. Одними из ярких произведений, относящихся к нему, являются работы, принадлежащие мастеру Аркесилая и мастеру Охоты. Это условные названия групп ваз, росписи которых исследователи приписывают одному человеку на основании в первую очередь схожести стиля. Работе первого мастера принадлежит, в первую очередь, роспись т. н. «Вазы Аркесилая», на которой изображена сцена из жизни названного царя. Данная работа отличается сложностью композиции, наличием нескольких героев, участвующих в действе. Несмотря на анатомические неточности и ошибки в изображении людей, роспись признаётся исследователями как один из выдающихся примеров вазописи эпохи Архаики. Более совершенными в анатомическом отношении являются фигуры людей, изображённые в росписях мастера Охоты. Они гораздо более реалистичны и динамичны. Сами тела людей более объёмны, мускулы прорисованы отчётливо. Судя по работам этого мастера, спартанские вазописцы испытывали сильное влияние коринфской традиции.
В качестве основных сюжетов лаконской вазописи выступали сцены из греческой мифологии, жизни царей, героев, воинов, сражений. Часто можно увидеть изображения охоты, встречаются всадники. Однако в росписях лаконского происхождения абсолютно отсутствуют бытовые сюжеты, которые позволяли бы что-либо сказать о жизни спартанцев в тот период. Кроме того, внимание мастеров не привлекали и состязания атлетов, и сцены реальных сражений. Изображения же всадников носили скорее абстрактный, мифологический характер. Это представляется несколько странным для Спарты как для, в последующем, главного военного центра Эллады.
Исследователи не пришли к единому мнению относительно места лаконской вазописи среди других центров росписи. Несомненно, она испытывала мощное влияние, главным образом, со стороны Коринфа, который в тот период был главным центром вазописи во всей Древней Греции. На основании этого ряд исследователей заключают, что спартанская вазопись не была самостоятельной, и Спарту нельзя считать конкурентом передовых центров. Действительно, в некоторых аспектах лаконская роспись была архаична, а в своём мастерстве спартанцы в целом уступали коринфянам. Однако в их росписях присутствовали и свои характерные черты, которые позволяют говорить о формировании собственной школы.

### Поэзия и музыка
Поэзия и музыка играли важнейшее значение в воспитании спартанцев. Считалось, что правильный — дорийский — лад музыки и определённые приёмы стихосложения поддерживают строгость духа, помогают соблюдать дисциплину. Именно поэтому какие-либо нововведения в этих сферах искусства были запрещены. Поэзия носила ярко выраженный нравоучительный и патриотический характер, в ней воздавались почести героям и богам. Известными поэтами, писавшими и спартанские гимны, были Терпандр, Алкман, Тиртей и др. Музыка должна была прежде всего воодушевлять молодых людей, так как они занимались ею не только в мирное время, но и в военное — спартанская армия шла в бой под специально написанный для таких случаев Касторов напев. Наиболее востребованными инструментами были флейта и кифара.

## Наследие Спарты
Самое значимое наследство Спарта оставила в военном деле. Дисциплина — необходимый элемент любой современной армии.
Значительное влияние Спарта оказала и на гуманитарные сферы человеческой жизни. Спартанское государство — прообраз идеального, по мнению Платона, государства, описанного в его «Диалогах». Отвага «трехсот спартанцев» в битве при Фермопилах была темой многих литературных произведений и современных кинолент. Слово лаконичный, означающее немногословного человека, происходит от названия страны спартанцев Лаконии.
Небольшие этнические группы греков такие как маниоты и цаконы, считаются потомками древних спартанцев как в плане нравов так и в плане культуры. Эти две группы проживают на юге Пелопоннесса и по сей день.

## Знаменитые спартанцы
- Агесилай II — царь Спарты с 401 года до н. э., выдающийся полководец древнего мира.
- Агис IV — царь-реформатор, казнённый за попытку раздачи земель 100 богатейших семей спартанцам, урезанным в гражданских правах по причине бедности.
- Алкман — спартанский поэт и музыкант.
- Демарат — царь Спарты с 515—510 годов до н. э. по 491 год до н. э. из рода Эврипонтидов; потерпев поражение во внутренней политической борьбе, бежал в Персию через Элиду и Закинф к царю Дарию под видом поездки в Дельфы. В 480 году до н. э. сопровождал персидского царя Ксеркса в его походе против Эллады.
- Клеомен I — царь Спарты с 525—517 годов до н. э. по 490 год до н. э. из рода Агиадов, при нём началось ограничение военной власти царей Спарты (введён закон эфорами о командовании войсками одним царём), он же и устранил Демарата поставив на его место Леотихида II (побочная ветвь Эврипонтидов). Избавление от Демарата самая удачная политическая интрига Клеомена I.
- Ксенофонт — историк, родившийся в Афинах, но получивший лаконское гражданство за величайшие заслуги перед Спартой.
- Киниска — первая женщина, победившая в олимпиаде, прислав на игры свою колесницу.
- Клеомен III — царь-реформатор, едва не сокрушивший Ахейский союз.
- Ксантипп — военачальник из Спарты, живший в III веке до н. э., во время Пунических войн был нанят правителями Карфагена, провёл реформу карфагенской армии, в 255 до н. э. одержал полную победу над легионами римского военачальника Регула.
- Леонид I — царь, погибший во главе отряда из 300 спартанцев и воинов из других греческих городов в битве при Фермопилах против войска персидского царя Ксеркса.
- Ликург — законодатель.
- Лисандр — наварх Спарты в период её величайшего могущества, превзошедший (на короткое время) своей властью царей; создатель Спартанской державы.
- Павсаний — царь Спарты, политический оппонент Лисандра, восстановил демократию в Афинах.
- Телевтий — наварх Спарты, брат царя Агесилая. Принимал деятельное участие в Коринфской войне.
- Терпандр — спартанский поэт и музыкант.
- Тиртей — спартанский поэт.
- Тисамен Элейский — знаменитый жрец-прорицатель и атлет.
- Хилон — законодатель.

## Художественный образ Спарты

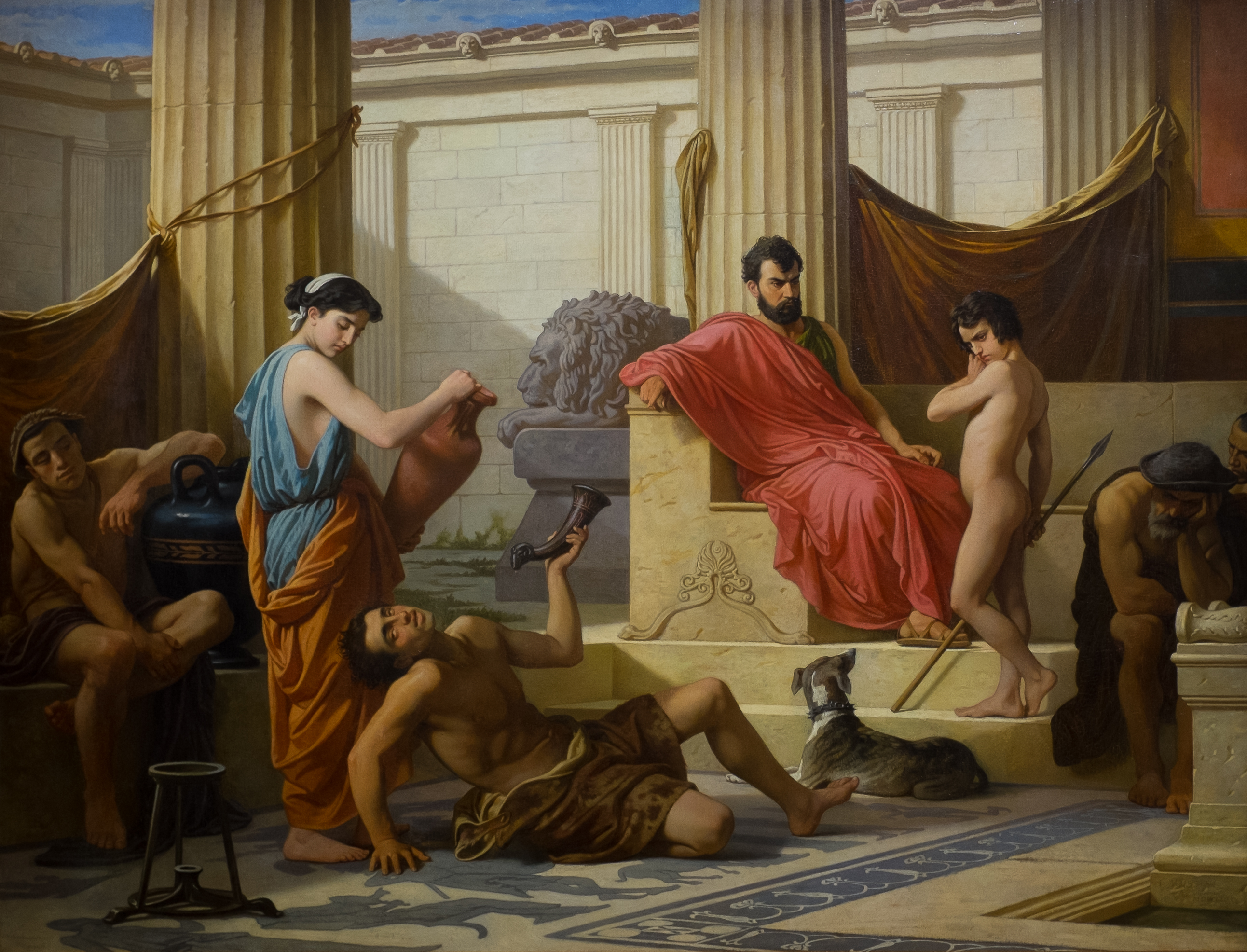
Луиджи Муссини. Спартанский мальчик наблюдает последствия чрезмерного потребления алкоголя, 1850

### Романы о Спарте
- Асимакопулос, Костас. Убийства в Спарте; Король и Статуя; Алтана из Парги: Романы. Пер. с греческого В. Соколюка. М.: Изд. «Радуга», 1994. (Роман «Убийства в Спарте» удостоен греческой литературной премии им. Менелаоса Лудемиса; события развиваются в III в. до н. э.; роман представляет собой беллетризированную биографию спартанского царя-реформатора Агиса IV.)
- Йерби, Фрэнк. Изгнанник из Спарты: Роман. Пер. Е. Комиссарова и Т. Шишовой. Минск: Изд. Вагриус, 1993.
- Ефремов И. А. Собрание сочинений в 6-ти томах. Т. 6. Таис Афинская: Ист.роман. — М.: Современный писатель, 1992.
- Михановский, Владимир. Олимпионик. Журнал «Костер» № 6 — 8. 1980

### Лирика
- Кавафис, Константинос. Лирика. Пер. с новогреческого. М.: Художественная литература, 1984. (Константинос Кавафис (1863—1933 годы) — известный греческий поэт; в указанном сборнике среди прочего опубликовано несколько стихов, посвященных древней Спарте, например: «Фермопилы», «Демарат», «В Спарте», «Мужайся, царь лакедемонян», «В 200 году до нашей эры».)

### Кинематограф
- Триста спартанцев (1962)
- Гладиаторы Спарты (1964)
- 300 спартанцев (2007)
- 300 спартанцев: Расцвет империи (2013)

### Живопись
- Луиджи Муссини. Спартанский мальчик наблюдает последствия чрезмерного потребления алкоголя (1850).

### Компьютерные игры
- Sparta: War of Empires[англ.] — браузерная онлайн стратегия во времена великой Спарты.
- В God of War главный герой игры — спартанский военачальник Кратос.
- В Rome: Total War — Спарта выступает столицей греческого государства 200-х годов до н. э.
- 300: March to Glory.
- В Titan Quest главный герой посещает Спартанский военный лагерь для разговора с Леонидом.
- Atlantica Online — спартанец является одним из наёмников.
- Войны древности: Спарта — отдельная кампания за спартанцев.
- В играх серии Halo Спартанцы — элитные суперсолдаты, защищающие Человечество от инопланетян.
- Spartan.
- Spartan: Total Warrior — главный герой является безымянным спартанским воином, сражающимся с римскими захватчиками.
- В Sid Meier’s Alpha Centauri Спарта — одна из основных фракций, ведущих борьбу за господство на планете.
- В Rise and Fall: Civilizations at War спартанец-один из военных юнитов цивилизации древних греков.
- В сериях игр Metro 2033, Metro Last Light и Metro Exodus Спарта является военизированным орденом.
- В StarCraft II: Wings of Liberty отряд наёмников, оставшихся после появления в секторе Копрулу войск ОЗД носит название «Отряд спартанцев».
- В Total War: Rome II Спарта представлена одной из игровых фракций.
- В Assassin’s Creed Odyssey Спарта представлена одной из основных фракций. Так же главный герой по сюжету — родом из Спарты.
- В 0 A.D. Спарта представлена одной из игровых фракций.

### Сноски
1. ↑  Павсаний. Описание Эллады. — Т. I. — М.: НИЦ «Ладомир», 1994. — С. 219.
2. ↑  в.с.кошелев. [www.edu.by история древнего мира] (2019).
3. ↑  Аристотель. Политика. I, 4, 22
4. ↑  Гиппагреты // Энциклопедический словарь Брокгауза и Ефрона : в 86 т. (82 т. и 4 доп.). — СПб., 1893. — Т. VIIIa. — С. 737.
5. ↑  Гиппейс // Энциклопедический словарь Брокгауза и Ефрона : в 86 т. (82 т. и 4 доп.). — СПб., 1893. — Т. VIIIa. — С. 737.
6. ↑  Составитель К. В. Паневин. История Древней Греции. — СПб.: Полигон, 1999. — ISBN 5-89173-037-5.
7. ↑  Геродот. История. I. Клио, 66—69
8. ↑  Геродот. История. V. Терпсихора, 92
9. ↑  Фукидид. История. 1, 18.
10. ↑  Геродот. История. I. Клио. 82
11. ↑  Геродот. История. VI. Эрато. 77—78
12. ↑  Фукидид. 5. 74
13. ↑  Геродот 6, 108
14. ↑  Марк Юниан Юстин. Эпитома сочинения Помпея Трога «Historiarum Philippicarum». 9, 5
15. ↑  Ἐλευθερολάκωνες // Реальный словарь классических древностей / авт.-сост. Ф. Любкер ; Под редакцией членов Общества классической филологии и педагогики Ф. Гельбке, Л. Георгиевского, Ф. Зелинского, В. Канского, М. Куторги и П. Никитина. — СПб., 1885. — С. 465.
16. ↑  Павсаний. Описание Эллады. III, 21, 6—7
17. 1 2 3  В. В. Латышев. Очерки греческих древностей. — Алетейя, 1997.
18. ↑  Суриков, 2005, с. 213—215.
19. ↑  Суриков, 2005, с. 215—216.
20. ↑  Курилов М. Э. Спартанские пифии // Античность, средние века и новое время. Социально-политические и этно-культурные процессы. — Н. Новгород, 1997. — С. 35.
21. ↑  Суриков, 2005, с. 219—220.
22. ↑  Суриков, 2005, с. 220—222.
23. ↑  Суриков, 2005, с. 223.
24. 1 2  Суриков, 2005, с. 225.
25. ↑  Плутарх. Ликург. 28
26. ↑  Ксенофонт. Греческая история III. 6
27. ↑  Суриков, 2005, с. 226.
28. ↑  Геродот. VII. 145
29. ↑  Суриков, 2005, с. 228—231.
30. 1 2  Суриков, 2005, с. 232—234.
31. ↑  Эфоры // Энциклопедический словарь Брокгауза и Ефрона : в 86 т. (82 т. и 4 доп.). — СПб., 1890—1907.
32. ↑  Согласно Аристотелю, они являлись гражданами второго сорта, но входили в число гомеев, то есть аристократов
33. ↑  Л.Г. Печатнова. История Спарты (период архаики и классики). Дата обращения: 24 сентября 2021. Архивировано 4 февраля 2020 года.
34. ↑  Xenophon, Spartan Constitution 10.3-4.
35. ↑  Зайков А. В. Общество древней Спарты: основные категории социальной структуры.
36. 1 2  Cartledge, 2002, p. 84
37. ↑  Plutarch, 1874, p. 20
38. ↑  Плутарх. Сравнительные жизнеописания. Брак, семья, дети глазами Плутарха и его персонажей. www.demoscope.ru. Дата обращения: 9 января 2025.
39. ↑  Ancient Sparta — Research Program of Keadas Cavern Архивная копия от 2 октября 2013 на Wayback Machine Theodoros K. Pitsios
40. ↑  Археологи доказали: спартанцы не сбрасывали детей со скалы Архивная копия от 28 сентября 2015 на Wayback Machine // NEWSru.com, 11 декабря 2007
41. ↑  Ancient Greeks didn’t kill ‘weak’ babies, new study argues (англ.). www.science.org. Дата обращения: 9 января 2025.
42. 1 2  Спартанцы убивали слабых детей: фейк! (рус.). Azbuka media (9 сентября 2023).
43. ↑  Study finds no evidence of discarded Spartan babies. ABC News (англ.). 10 декабря 2007. Дата обращения: 9 января 2025.
44. ↑  Buxton, 1999, p. 201
45. ↑  Плутарх. Сравнительные жизнеописания.
46. 1 2 3 4  Ю. В. Андреев. Архаическая Спарта. Искусство и политика..